# Motte castrale de Bergholtz
La motte castrale de Bergholtz est un monument historique situé à Bergholtz, dans le département français du Haut-Rhin.

## Localisation
Cette construction est située au 32, rue de l'Église à Bergholtz.

## Historique
L'édifice fait l'objet d'une inscription au titre des monuments historiques depuis 1985.